# Chen Meier
Chen Meier (nascida em 10 de setembro de 1990) é uma jogadora chinesa de basquetebol em cadeira de rodas (classificação 1,5 em cadeira de rodas) e é membro da equipa nacional feminina de basquetebol em cadeira de rodas da China. Com a selecção nacional, ela ganhou a medalha de prata nos Jogos Paraolímpicos de Verão de 2020 em Tóquio.